# 프랑스 왕실 구성원의 호칭
16세기 중반까지 프랑스 왕실 구성원들은 소유한 영지의 작위와 함께 단순히 몽세뇌르(monseigner, 전하, 저하, 합하 또는 각하)라고만 불렸다. 존칭은 14세기에 길어졌는데, 예를 들어 선량공 필리프는 "몹시 고귀하고, 몹시 강하고, 몹시 훌륭한 부르고뉴 공작 필리프 대군 대감(Très haut, très puissant, très excellent et très magnanime prince monseigneur Philippe duc de Bourgogne)로 불렸다. 이 시기 이후부터 18세기까지는 칭호가 짧아졌으며, 유행과 왕실의 의향에 따라 세련되게 변화하였다. 앙시앵 레짐 말엽부터 프랑스 왕실 구성원들은 보통 자신의 작위명으로 불렸는데, 왕실에서의 자신들의 지위를 설명하는 유명한 표현으로도 불렸다. 프랑스 왕실은 왕족이나 방계 혈통의 가문원으로 구성되었다. 왕실 구성원의 호칭은 대체로 레츠, 생시몽, 세비녜 부인과 같은 작가들의 글을 이해하는 데 있어 필요하다.

## 프랑스 왕가
16세기부터 1830년까지 프랑스 왕가는 서열순으로 왕(roi), 왕비(reine), 대비(reines douairières, 왕의 어머니 — 이전에 왕비였었고 이후 재가하지 않은 — 가운데 모후라고 불린 이를 포함한 호칭), 왕의 자식, 왕의 원자의 자식, 왕의 형제자매, 왕의 백부모 및 숙부모 (그리고 필요한 경우 이전에 단절된 계열의 왕의 딸들), 왕의 중손(衆孫), 왕의 조카 및 사촌(또는 1715년부터 1723년까지의 섭정기와 루이 15세의 전례처럼 브르타뉴식으로 종조부)으로 구성된다. 왕과 촌수로 더 떨어져 있는 방계 왕족들(종손이나 왕과 같은 항렬)은 종친(princes du sang)으로 불렸다.
이 같은 프랑스 왕가의 프랑스식 위계 서열은 프랑스의 다른 모든 가문들의 서열과 거의 동일했다.
- 왕(roi)
- 왕비(reine)
- 대비(reines douairières)
- 도팽(dauphin)
- 도핀(dauphine)
- 프랑스의 아들(fils de France) 및 그의 처, 나이순
- 미혼인 프랑스의 딸(filles de France, 결혼한 프랑스의 딸과 그 자식들은 부마 가문에 속하게 됨)
- 프랑스의 손자(petits-fils de France) 및 그의 처, 나이순
- 미혼인 프랑스의 손녀(les petites-filles de France, 결혼한 프랑스의 손녀와 그 자식들은 의빈(儀賓) 가문에 속하게 됨)

### 요약
|  |  |  |  |  |  |                       |                       |                       |                       |                       |                       |  |  |                    |                    |                    |                    |                    |                    |  |  |                    |                    |                    |                    |                    |                    |  |  |                              |                              |                              |                              |                              |                              |  |  |                  |                  |                  |                  |                  |                  |
|  |  |  |  |  |  |                       |                       |                       |                       |                       |                       |  |  |                    |                    |                    |                    |                    |                    |  |  |                    |                    |                    |                    |                    |                    |  |  |                              |                              |                              |                              |                              |                              |  |  |                  |                  |                  |                  |                  |                  |
|  |  |  |  |  |  | 프랑스의 왕           | 프랑스의 왕           | 프랑스의 왕           | 프랑스의 왕           | 프랑스의 왕           | 프랑스의 왕           |  |  | 무슈 왕제(王弟)    | 무슈 왕제(王弟)    | 무슈 왕제(王弟)    | 무슈 왕제(王弟)    | 무슈 왕제(王弟)    | 무슈 왕제(王弟)    |  |  | 마담               | 마담               | 마담               | 마담               | 마담               | 마담               |  |  |                              |                              |                              |                              |                              |                              |  |  |                  |                  |                  |                  |                  |                  |
|  |  |  |  |  |  | 프랑스의 왕           | 프랑스의 왕           | 프랑스의 왕           | 프랑스의 왕           | 프랑스의 왕           | 프랑스의 왕           |  |  | 무슈 왕제(王弟)    | 무슈 왕제(王弟)    | 무슈 왕제(王弟)    | 무슈 왕제(王弟)    | 무슈 왕제(王弟)    | 무슈 왕제(王弟)    |  |  | 마담               | 마담               | 마담               | 마담               | 마담               | 마담               |  |  |                              |                              |                              |                              |                              |                              |  |  |                  |                  |                  |                  |                  |                  |
|  |  |  |  |  |  |                       |                       |                       |                       |                       |                       |  |  |                    |                    |                    |                    |                    |                    |  |  |                    |                    |                    |                    |                    |                    |  |  |                              |                              |                              |                              |                              |                              |  |  |                  |                  |                  |                  |                  |                  |
|  |  |  |  |  |  |                       |                       |                       |                       |                       |                       |  |  |                    |                    |                    |                    |                    |                    |  |  |                    |                    |                    |                    |                    |                    |  |  |                              |                              |                              |                              |                              |                              |  |  |                  |                  |                  |                  |                  |                  |
|  |  |  |  |  |  | 도팽 드 프랑스 왕세자 | 도팽 드 프랑스 왕세자 | 도팽 드 프랑스 왕세자 | 도팽 드 프랑스 왕세자 | 도팽 드 프랑스 왕세자 | 도팽 드 프랑스 왕세자 |  |  | 도핀 세자빈        | 도핀 세자빈        | 도핀 세자빈        | 도핀 세자빈        | 도핀 세자빈        | 도핀 세자빈        |  |  | 다른 프랑스의 아들 | 다른 프랑스의 아들 | 다른 프랑스의 아들 | 다른 프랑스의 아들 | 다른 프랑스의 아들 | 다른 프랑스의 아들 |  |  | 마담/마담 루아얄 왕의 적장녀 | 마담/마담 루아얄 왕의 적장녀 | 마담/마담 루아얄 왕의 적장녀 | 마담/마담 루아얄 왕의 적장녀 | 마담/마담 루아얄 왕의 적장녀 | 마담/마담 루아얄 왕의 적장녀 |  |  | 다른 프랑스의 딸 | 다른 프랑스의 딸 | 다른 프랑스의 딸 | 다른 프랑스의 딸 | 다른 프랑스의 딸 | 다른 프랑스의 딸 |
|  |  |  |  |  |  | 도팽 드 프랑스 왕세자 | 도팽 드 프랑스 왕세자 | 도팽 드 프랑스 왕세자 | 도팽 드 프랑스 왕세자 | 도팽 드 프랑스 왕세자 | 도팽 드 프랑스 왕세자 |  |  | 도핀 세자빈        | 도핀 세자빈        | 도핀 세자빈        | 도핀 세자빈        | 도핀 세자빈        | 도핀 세자빈        |  |  | 다른 프랑스의 아들 | 다른 프랑스의 아들 | 다른 프랑스의 아들 | 다른 프랑스의 아들 | 다른 프랑스의 아들 | 다른 프랑스의 아들 |  |  | 마담/마담 루아얄 왕의 적장녀 | 마담/마담 루아얄 왕의 적장녀 | 마담/마담 루아얄 왕의 적장녀 | 마담/마담 루아얄 왕의 적장녀 | 마담/마담 루아얄 왕의 적장녀 | 마담/마담 루아얄 왕의 적장녀 |  |  | 다른 프랑스의 딸 | 다른 프랑스의 딸 | 다른 프랑스의 딸 | 다른 프랑스의 딸 | 다른 프랑스의 딸 | 다른 프랑스의 딸 |
|  |  |  |  |  |  |                       |                       |                       |                       |                       |                       |  |  |                    |                    |                    |                    |                    |                    |  |  |                    |                    |                    |                    |                    |                    |  |  |                              |                              |                              |                              |                              |                              |  |  |                  |                  |                  |                  |                  |                  |
|  |  |  |  |  |  |                       |                       |                       |                       |                       |                       |  |  |                    |                    |                    |                    |                    |                    |  |  |                    |                    |                    |                    |                    |                    |  |  |                              |                              |                              |                              |                              |                              |  |  |                  |                  |                  |                  |                  |                  |
|  |  |  |  |  |  | 프랑스의 아들         | 프랑스의 아들         | 프랑스의 아들         | 프랑스의 아들         | 프랑스의 아들         | 프랑스의 아들         |  |  | 다른 프랑스의 자녀 | 다른 프랑스의 자녀 | 다른 프랑스의 자녀 | 다른 프랑스의 자녀 | 다른 프랑스의 자녀 | 다른 프랑스의 자녀 |  |  | 프랑스의 손주      | 프랑스의 손주      | 프랑스의 손주      | 프랑스의 손주      | 프랑스의 손주      | 프랑스의 손주      |  |  |                              |                              |                              |                              |                              |                              |  |  |                  |                  |                  |                  |                  |                  |
|  |  |  |  |  |  | 프랑스의 아들         | 프랑스의 아들         | 프랑스의 아들         | 프랑스의 아들         | 프랑스의 아들         | 프랑스의 아들         |  |  | 다른 프랑스의 자녀 | 다른 프랑스의 자녀 | 다른 프랑스의 자녀 | 다른 프랑스의 자녀 | 다른 프랑스의 자녀 | 다른 프랑스의 자녀 |  |  | 프랑스의 손주      | 프랑스의 손주      | 프랑스의 손주      | 프랑스의 손주      | 프랑스의 손주      | 프랑스의 손주      |  |  |                              |                              |                              |                              |                              |                              |  |  |                  |                  |                  |                  |                  |                  |
|  |  |  |  |  |  | 프랑스의 자녀         |                       |                       |                       |                       |                       |  |  |                    |                    |                    |                    |                    |                    |  |  |                    |                    |                    |                    |                    |                    |  |  |                              |                              |                              |                              |                              |                              |  |  |                  |                  |                  |                  |                  |                  |

### 일반 호칭
- 도팽 드 프랑스(Dauphin de France)는 프랑스의 왕세자가 사용하는 작위이다. 1350년부터 1791년, 1824년부터 1830년까지 사용되었다.

- 프랑스의 아들(Fils de France)은 프랑스 왕의 적자에게 내려진 칭호이다. 이 칭호는 나바라, 포르투갈, 스페인의 인판테에 대응하는 칭호이다.[1] 프랑스의 아들(Fils de France)이라는 칭호는 "프랑스 왕의 아들"(fils du roy de France 또는 fils de roy de France)이라는 형식으로[참고 1] 중세부터 등장하기 시작하였다. 이 칭호는 이후 도팽의 적장자와 중자(衆子)까지 일컫는 칭호로 확장되었다.[3] · [4]

- 프랑스의 딸(Fille de France)는 프랑스 왕의 적녀에게 내려진 칭호이다.

- 프랑스의 자녀(Enfants de France)는 프랑스의 아들과 프랑스의 딸을 아울러 부르는 칭호이다.

- 프랑스의 손자(Petit-fils de France)

- 프랑스의 손녀(Petit-fille de France)

- 프랑스의 손주(Petits-enfants de France)

#### 마담 루아얄
마담 루아얄은 프랑스 국왕의 살아남은 딸들중 가장 나이가 많은 공주에게 내려지는 작위이다. 결혼을 하면서, 마담 루아이얄의 작위를 잃기도하며, 장녀가 죽은 경우엔 차녀가 그 작위를 이어받는다.
- 엘리자베트 공주, 앙리 4세의 장녀로서, 1644년에 사망하자 동생인 크리스틴 공주가 이를 이어받는다.
- 크리스틴 공주, 앙리 4세의 차녀.
- 마리 테레즈 공주, 루이 14세의 유일한 딸.
- 엘리자베트 공주, 루이 15세의 장녀.
- 마리 테레즈 공주, 도팽 루이의 장녀.
- 마리테레즈 샤를로트 공주, 루이 16세의 장녀이자 프랑스 혁명에서 유일하게 살아남은 자녀.

#### 무슈
무슈는 프랑스 국왕의 가장 나이 많은 동생에게 내려지는 작위이다.
- 오를레앙 공작 샤를, 프랑수아 2세의 동생으로서, 후에 그의 뒤를 이어 왕이 된다.
- 앙주 공작 앙리, 프랑수아 2세와 샤를 9세의 동생으로서, 샤를 9세의 뒤를 이어 왕이 된다.
- 앙주 공작 프랑수아, 프랑수아 2세와 샤를 9세, 앙리 3세의 동생.
- 오를레앙 공 가스통, 루이 13세의 동생.
- 오를레앙 공작 필리프 1세, 루이 14세의 동생으로서 오를레앙 왕가의 창시자이다.
- 프로방스 백작 루이 스태니슬라스 자비에르, 루이 16세의 동생.
- 아르투아 백작 샤를, 루이 16세와 루이 18세의 동생.

#### 마담
마담은 무슈의 아내가 사용하는 작위이다.
- 몽팡시에 여공작 마리 드 부르봉, 오를레앙 공 가스통의 첫 아내.
- 로렌의 마르그리트, 오를레앙 공 가스통의 두 번째 아내.
- 오를레앙 공작 부인 헨리에타 앤, 오를레앙 공 필리프 1세의 첫 아내.
- 팔츠의 엘리자베트 샤를로트, 오를레앙 공 필리프 1세의 두 번째 아내.
- 마리아 주세피나 디 사보이아 왕녀, 프로방스 백작 루이 스태니슬라스 자비에르의 아내.

#### 마담 프르미에르
마담 프르미에르는 루이 15세와 마리 레슈친스카 사이에서 태어난 여덞 명의 딸들에게 내려진 작위이다.
- 엘리자베트 공주, 다른 마담 프르미에르들과 달리 유일하게 결혼하였다.
- 앙리에트 공주
- 루이즈 공주
- 마리 아델라이드 공주
- 빅투아르 공주
- 소피 공주
- 테레즈 공주
- 루이즈 마리 공주

#### 마담 라 도핀
마담 라 도핀은 도팽의 아내에게 내려지는 작위이다.
- 마리아 아나 폰 바이에른 선제후녀, 도팽 루이의 아내.
- 마리 아델라이드 드 사부아 왕녀, 부르고뉴 공작 도팽 루이의 아내.
- 스페인의 마리아 테레사 라파엘라, 도팽 루이의 첫 아내.
- 작센 공녀 마리아 요제파, 도팽 루이의 두 번째 아내.
- 오스트리아 여대공 마리아 안토니아, 루이 16세의 아내.
- 프랑스 공주 마리 테레즈 샤를로트, 루이 19세의 아내.

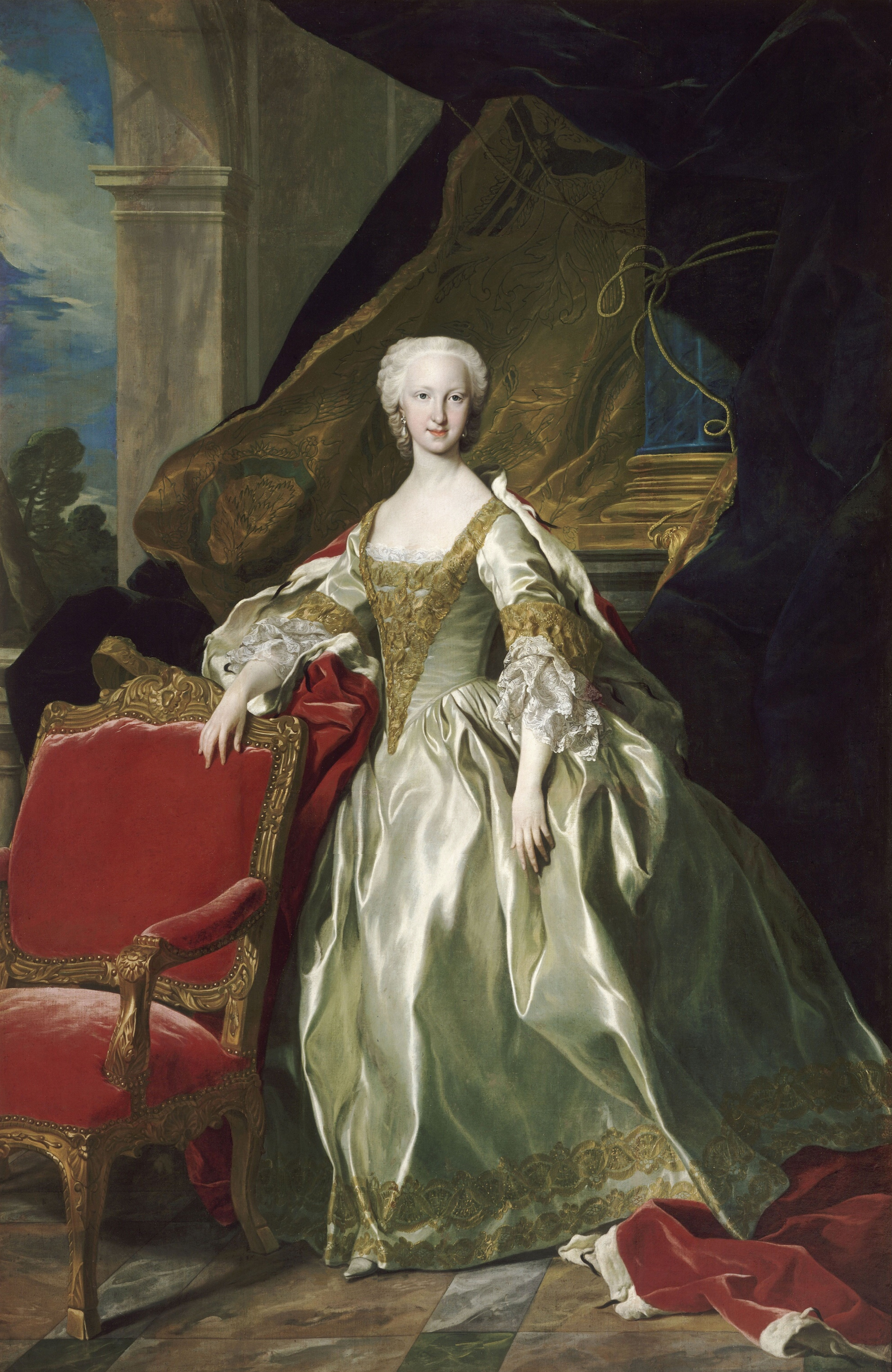
도팽 루이의 첫 아내였던 스페인의 마리아 테레사 라파엘라
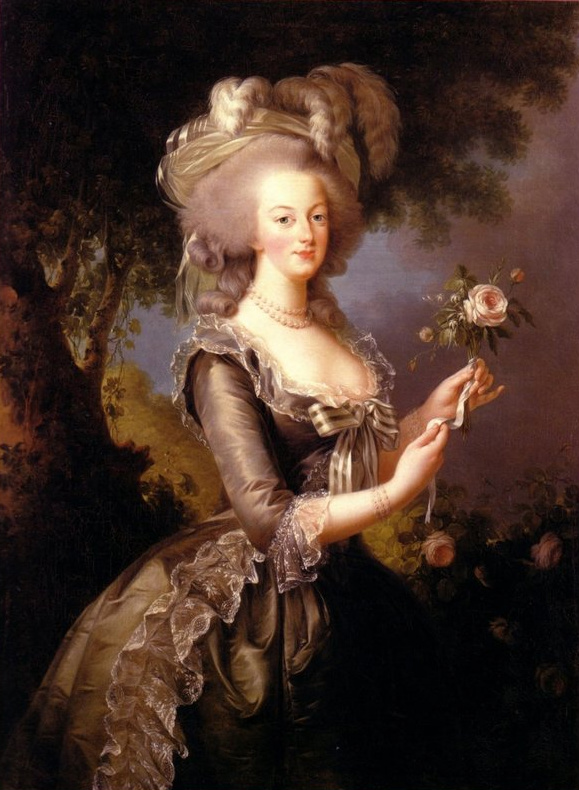
마리 앙투아네트

### 마드모아젤
마드모아젤은 무슈의 장녀에게 사용되었다.
- 안 마리 루이즈 도를레앙, 오를레앙 공 가스통의 장녀.
- 마리 루이즈 도를레앙, 오를레앙 공작 필리프 1세의 장녀.
- 안 마리 도를레앙, 오를레앙 공작 필리프 1세의 차녀로서, 마리 루이즈 도를레앙이 결혼하면서 마드모아젤이 됨.
- 엘리자베트 샤를로트 도를레앙, 오를레앙 공작 필리프 1세의 삼녀.
- 루이즈 안 드 부르봉, 콩데 공 루이의 사녀.
- 루이즈 마리 도를레앙, 오를레앙 공작 루이 1세의 유일한 딸.
- 바틸드 도를레앙, 오를레앙 공작 루이 필리프 1세의 딸로서, 프랑스의 루이 필리프 1세의 누이.
- 소피 다루트아, 마리아 테레사 디 사보이아 왕녀의 장녀.

## 같이 보기
- 도팽 (칭호)
- 마담
- 혈통친왕
- 인판테

### 내용주
1. ↑  샤를 6세의 동생이던 오를레앙 공작 루이 드 프랑스는 "프랑스 왕의 아들 루이, 왕 몽세뇌르의 동생"Loys filz de roy de France, frere de Monseigneur le Roy로 불렸다.[2].

### 참조주
1. ↑  <회화 독해 사전>Dictionnaire de la conversation et de la lecture, 24장, 318쪽, bnf:30365300, 온라인
2. ↑  (판 케레브라우크 1990, 234쪽)
3. ↑  1710년 3월 12일 루이 14세의 칙령 2조에 근거하여.
4. ↑  필리프 드 몽주방Philippe de Montjouvent, <1589년부터 1848년까지 프랑스 왕가의 행사력>Éphéméride de la Maison de France de 1589 à 1848, 뒤 샤네 출판사, 1999년, 19쪽.